# Hellboy II: The Golden Army
Hellboy II: The Golden Army är en tysk-amerikansk actionfilm från 2008, baserad på seriefiguren Hellboy. Filmen regisserades av Guillermo del Toro, som även skrev manus tillsammans med Mike Mignola. Det är en uppföljare till Hellboy (2004) som även del Toro regisserade. Ron Perlman har återigen huvudrollen som Hellboy.
Filmen hade premiär den 11 juli 2008.

## Handling
Den här gången får Hellboy och hans något udda team använda alla resurser de har till sitt förfogande för att bekämpa en grupp med rebelliska sagofigurer ledd av en skurkaktig prins. Han är son till kungen av skogsandarna, en grupp av monster som består av tomtar, troll, féer och alla andra väsen som kan tänkas härja i skogarna. Allting blir mer komplicerat när Hellboy och hans team inser att Abe Sapien och prinsen är ute efter samma prinsessa.

## Rollista (urval)
| Ron Perlman                   | – Hellboy                                                         |
| Selma Blair                   | – Elizabeth "Liz" Sherman                                         |
| Doug Jones                    | – Abraham "Abe" Sapien / Chamberlain / Angel of Death             |
| Jeffrey Tambor                | – Tom Manning                                                     |
| Luke Goss                     | – prins Nuada                                                     |
| James Dodd och John Alexander | – Johann Krauss                                                   |
| Seth MacFarlane               | – Johann Krauss (röst)                                            |
| Anna Walton                   | – prinsessa Nuala                                                 |
| John Hurt                     | – professor Trevor "Broom" Bruttenholm                            |
| Brian Steele                  | – Wink / Cronie / Spice Shop Troll / Cathedral Head / Fragglewump |
| Roy Dotrice                   | – kung Balor                                                      |
| Andrew Hefler                 | – agent Flint                                                     |
| Iván Kamarás                  | – agent Steel                                                     |
| Mike Kelly                    | – agent Marble                                                    |
| Jeremy Zimmermann             | – auktionsförrättaren                                             |
| Santiago Segura               | – distingerad köpare                                              |
| Jamie Wilson                  | – kattförsäljaren                                                 |
| Ferenc Elek                   | – Slob                                                            |
| Montse Ribé                   | – Hellboy (ung)                                                   |
| Jimmy Kimmel                  | – sig själv                                                       |